# Escorpião I
Escorpião I era um faraó (rei) do Antigo Egito, que reinou em data incerta em algum ponto em Nacada IIIa (3300–3200 a.C.). Pensa-se que viveu em Tinis e a ele pertence o túmulo U-j encontrado na necrópole de Umel Caabe, em Abidos. Sua tumba é notável pelo tamanho, quantidade de bens e primeiros hieróglifos conhecidos. Não é possível fazer a reconstrução cronológica dos eventos de seu reinado, mas certamente foi próspero diante de seu espólio tumular descoberto. Dreyer considerou que os sinais presentes em várias cerâmicas da tumba são nomes de outros reis que governaram nesse período e que se relacionam aos nomes possivelmente registrados nos Colossos de Copto e várias paletas. Cogitou-se ainda que um deles, Falcão I, pode ter sido filho e sucessor de Escorpião.
Em Gebel Tjauti, há um grafite dele capturando um indivíduo, talvez um rei local, atrás do qual aparece um suposto estandarte de touro. Talvez seja uma alusão à captura de Touro I, um dos vários reis sugeridos por Dreyer e cuja sede de poder podia ser Nacada (segundo sugestão de Francesco Raffaele), mas tais associações são só suposição; outra teoria é que o touro significa um lugar e não propriamente uma pessoa. Seja como for, entende-se que retrate um episódio histórico; A. H. Wilkinson, por exemplo, propôs que indica, de forma figurativa, a conquista da elite de Nacada pela linhagem de Tinis. Na Núbia, foi achada uma pedra com um grafite de um grande escorpião (o faraó?) atacando um homem com as mãos atadas. Esse, tal como o de Gebel Tjauti, pode representar uma campanha factual militar de Escorpião.